# Zwemmen op de Olympische Zomerspelen 2016 – 4×200 meter vrije slag vrouwen
De 4×200 meter vrije slag vrouwen op de Olympische Zomerspelen 2016 vond plaats op 10 augustus 2016, series en finale. Omdat het zwembad waarin de wedstrijd gehouden werd 50 meter lang is, bestond de race uit zestien baantjes. Na afloop van de series kwalificeren de acht snelste ploegen zich voor de finale. Regerend olympisch kampioen was de Verenigde Staten.

## Records
Voorafgaand aan het toernooi waren dit het wereldrecord en het kampioenschapsrecord
| Wereldrecord     | China Yang Yu Zhu Qianwei Liu Jing Pang Jiaying                               | 7.42,08 | Rome   | 30 juli 2009    |
| Olympisch record | Verenigde Staten Missy Franklin Dana Vollmer Shannon Vreeland Allison Schmitt | 7.42,92 | Londen | 1 augustus 2012 |

## Uitslagen

### Series
| Rang | Namen                                                                   | Land             | Tijd    | Serie | Baan | Bijz. |
| ---- | ----------------------------------------------------------------------- | ---------------- | ------- | ----- | ---- | ----- |
| 1    | Allison Schmitt Missy Franklin Melanie Margalis Cierra Runge            | Verenigde Staten | 7.47,77 | 2     | 4    | Q     |
| 2    | Leah Neale Bronte Barratt Tamsin Cook Jessica Ashwood                   | Australië        | 7.49,24 | 1     | 3    | Q     |
| 3    | Ai Yanhan Zhang Yuhan Dong Jie Wang Shijia                              | China            | 7.49,58 | 2     | 5    | Q     |
| 4    | Viktoria Andrejeva Arina Openysseva Daria Moellakajeva Veronika Popova  | Rusland          | 7.50,52 | 1     | 2    | Q     |
| 5    | Evelyn Verrasztó Ajna Késely Boglárka Kapás Katinka Hosszú              | Hongarije        | 7.51,17 | 2     | 8    | Q     |
| 6    | Katerine Savard Taylor Ruck Emily Overholt Kennedy Goss                 | Canada           | 7.51,99 | 1     | 7    | Q     |
| 7    | Chihiro Igarashi Rikako Ikee Tomomi Aoki Sachi Mochida                  | Japan            | 7.52,50 | 1     | 6    | Q     |
| 8    | Louise Hansson Michelle Coleman Ida Marko-Varga Sarah Sjöström          | Zweden           | 7.53,43 | 1     | 5    | Q     |
| 9    | Siobhan-Marie O'Connor Georgia Coates Hannah Miley Camilla Hattersley   | Groot-Brittannië | 7.54,17 | 2     | 3    |       |
| 10   | Coralie Balmy Chloe Hache Charlotte Bonnet Margaux Fabre                | Frankrijk        | 7.55,55 | 2     | 2    |       |
| 11   | Manuella Lyrio Jéssica Cavalheiro Gabrielle Roncatto Larissa Oliveira   | Brazilië         | 7.55,68 | 2     | 7    |       |
| 12   | Annika Bruhn Leonie Kullmann Paulina Schmiedel Sarah Kohler             | Duitsland        | 7.56,74 | 2     | 1    |       |
| 13   | Alice Mizzau Martina de Memme Chiara Masini Lucetti Federica Pellegrini | Italië           | 7.57,74 | 1     | 4    |       |
| 14   | Marrit Steenbergen Esmee Vermeulen Andrea Kneppers Robin Neumann        | Nederland        | 7.58,74 | 1     | 1    |       |
| 15   | Janja Segel Anja Klinar Tjasa Pintar Tjaša Oder                         | Slovenië         | 8.02,22 | 1     | 8    |       |
| 16   | Melanie Costa Patricia Castro Fatima Gallardo Africa Zamorano           | Spanje           | 8.03,74 | 2     | 6    |       |

### Finale
| Rang   | Namen                                                               | Land             | Tijd    | Baan | Bijz. |
| ------ | ------------------------------------------------------------------- | ---------------- | ------- | ---- | ----- |
| Goud   | Allison Schmitt Leah Smith Madeline Dirado Katie Ledecky            | Verenigde Staten | 7.43,03 | 4    |       |
| Zilver | Leah Neale Emma McKeon Bronte Barratt Tamsin Cook                   | Australië        | 7.44,87 | 5    |       |
| Brons  | Katerine Savard Taylor Ruck Brittany MacLean Penelope Oleksiak      | Canada           | 7.45,39 | 7    |       |
| 4      | Shen Duo Ai Yanhan Dong Jie Zhang Yuhan                             | China            | 7.47,96 | 3    |       |
| 5      | Michelle Coleman Ida Marko-Varga Sarah Sjostrom Louise Hansson      | Zweden           | 7.50,52 | 8    |       |
| 6      | Zsuzsanna Jakabos Ajna Késely Boglárka Kapás Katinka Hosszú         | Hongarije        | 7.51,03 | 2    |       |
| 7      | Veronika Popova Viktoria Andrejeva Darja Oestinova Arina Openysjeva | Rusland          | 7.53,26 | 6    |       |
| 8      | Chihiro Igarashi Sachi Mochida Tomomi Aoki Rikako Ikee              | Japan            | 7.56,76 | 1    |       |